# Gianrico Carofiglio
Giovanni detto Gianrico Carofiglio (Bari, 30 maggio 1961) è uno scrittore, ex magistrato ed ex politico italiano.

## Biografia

### Studi e famiglia
Nato a Bari, è figlio della scrittrice Enza Buono e dell'ingegnere civile Nicola Carofiglio e fratello dell'architetto, scrittore e illustratore Francesco Carofiglio. Studia al liceo classico "Quinto Orazio Flacco" della propria città e successivamente si laurea in giurisprudenza.

### Carriera giuridica e politica
Fa a lungo parte dell’Ufficio del pubblico ministero, specializzato in indagini sulla criminalità organizzata. Nel 2007 è nominato consulente della commissione parlamentare antimafia e dal 2008 al 2013 è senatore della Repubblica per il Partito Democratico.
Dal 2022 è professore a contratto presso l'Alma Mater Studiorum - Università di Bologna, sede di Ravenna, titolare del seminario "Lingua e scrittura giuridica di base".

### Carriera di scrittore
Esordisce nella narrativa nel 2002 con Testimone inconsapevole (Premio del Giovedì “Marisa Rusconi”, Premio Rhegium Julii, Premio Città di Cuneo, Premio Città di Chiavari), creando il personaggio dell’avvocato Guido Guerrieri, protagonista dei romanzi Ad occhi chiusi (2003, Premio Lido di Camaiore, Premio delle Biblioteche di Roma e “Miglior noir internazionale dell’anno 2007” in Germania secondo una giuria di librai e giornalisti), Ragionevoli dubbi (2006, Premio Fregene e Premio Viadana 2007, Premio Tropea 2008), Le perfezioni provvisorie (2010, Premio Selezione Campiello), La regola dell’equilibrio (2014), La misura del tempo (2019, finalista Premio Strega 2020) e L’orizzonte della notte (2024).
Il Maresciallo dei Carabinieri Pietro Fenoglio è il protagonista di un'altra serie di romanzi: Una mutevole verità (2014, Premio Scerbanenco), L’estate fredda (2016) e La versione di Fenoglio (2019). Dai suoi romanzi è tratta la serie Rai Il metodo Fenoglio - L'estate fredda, andata in onda nel 2023, di cui Carofiglio è ideatore e sceneggiatore.
Tra le altre opere di narrativa e saggistica: i romanzi Il passato è una terra straniera (2004, Premio Bancarella 2005) da cui nel 2008 è tratto l’omonimo film di Daniele Vicari, con Elio Germano e Michele Riondino (miglior film e miglior attore al Miami Film Festival), Né qui né altrove. Una notte a Bari (2008), Il silenzio dell’onda (2011, finalista Premio Strega 2012, Bronze Winner al Foreword Book of the Year Awards for Mystery 2013), Il bordo vertiginoso delle cose (2013), Le tre del mattino (2017); il graphic novel Cacciatori nelle tenebre (2007, Premio Martoglio) e La casa nel bosco (2014, Premio Riviera delle Palme), scritti con il fratello Francesco; il dialogo Il paradosso del poliziotto (2009); le raccolte di racconti Non esiste saggezza (2010, Premio Chiara, nuova edizione definitiva 2020 con due storie in più) e Passeggeri notturni (2016), che ispirano l’omonimo film a episodi per la tv; i saggi L’arte del dubbio (2007), La manomissione delle parole (2010), da cui è tratto uno spettacolo teatrale da lui stesso interpretato, Con parole precise. Breviario di scrittura civile (2015), il libro-intervista Con i piedi nel fango (con Jacopo Rosatelli, 2018) e Della gentilezza e del coraggio. Breviario di politica e altre cose (2020).

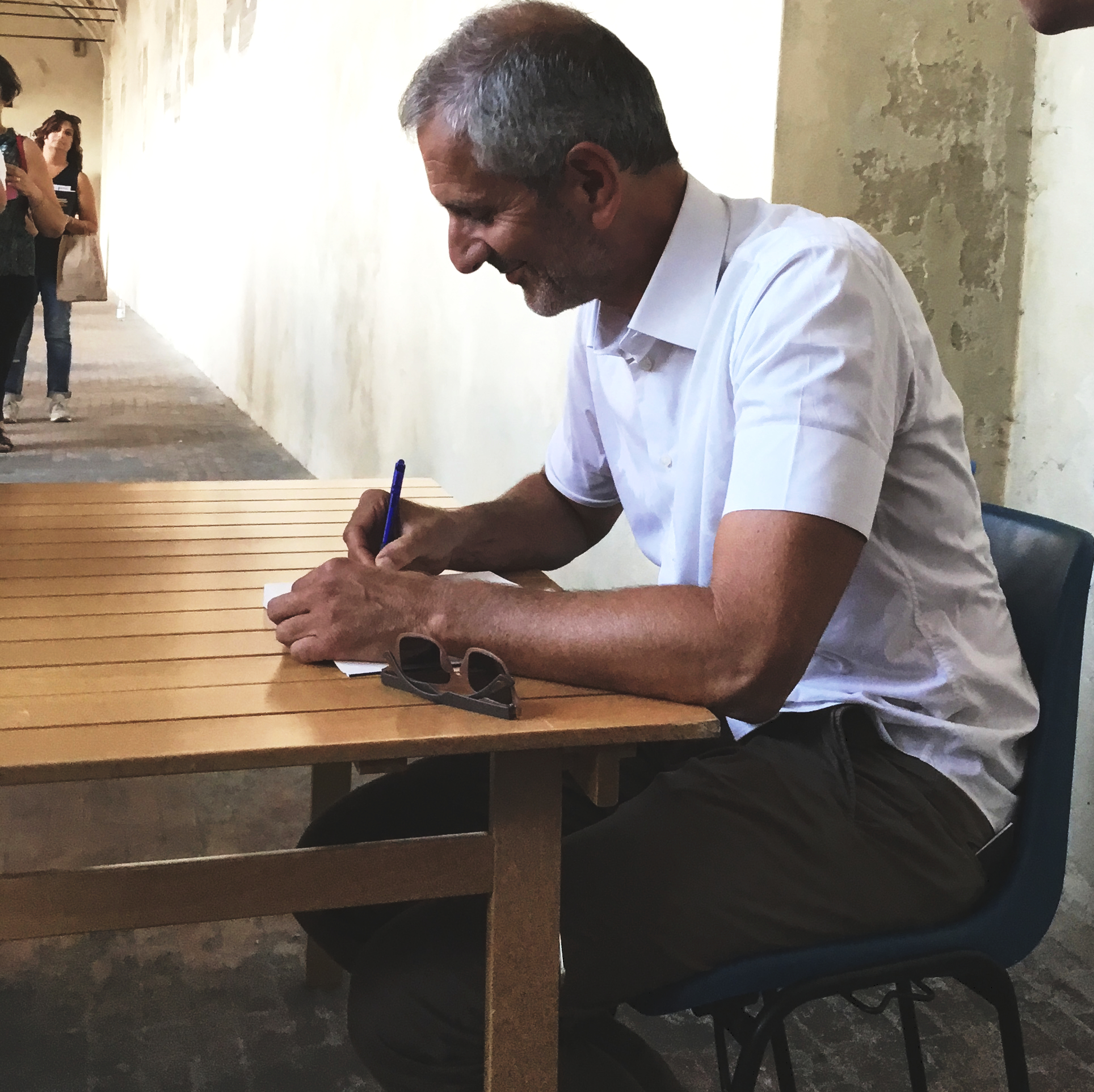
Carofiglio al Festivaletteratura nel 2018

I sette romanzi di Guerrieri, i tre romanzi di Fenoglio, Il passato è una terra straniera, Né qui né altrove, Non esiste saggezza, La manomissione delle parole, Il bordo vertiginoso delle cose, La casa nel bosco, Passeggeri notturni, Le tre del mattino, Con i piedi nel fango e Della gentilezza e del coraggio sono anche in audiolibro, letti dall’autore. Nel 2020 è uscita la prima stagione dell’audioserie L’avvocato Guerrieri, interpretata da Francesco Montanari.
I libri di Gianrico Carofiglio, con sei milioni di copie vendute, sono stati tradotti in 28 lingue.

## Vita privata
Vive a Roma, è separato, e ha due figli: Alessandro e Giorgia.
Fin dalla gioventù pratica le arti marziali: è cintura nera sesto dan di karate.

## Opere

### Romanzi

#### Serie dell'avvocato Guido Guerrieri
- Testimone inconsapevole, Palermo, Sellerio, 2002, ISBN 978-88-389-1800-1.
  - Testimone inconsapevole, audio-libro letto da Gianrico Carofiglio, Emons Audiolibri, 2007, durata 7h 11', ISBN 978-88-95703-00-8.
- Ad occhi chiusi, Palermo, Sellerio, 2003, ISBN 978-88-389-1905-3.
  - Ad occhi chiusi, audio-libro letto da Gianrico Carofiglio, Emons Audiolibri 2008, durata 5h 42', ISBN 978-88-95703-11-4.
- Ragionevoli dubbi, Palermo, Sellerio, 2006, ISBN 978-88-389-2146-9.
  - Ragionevoli dubbi, audio-libro letto da Gianrico Carofiglio, Emons Audiolibri, 2011, durata 6h 53', ISBN 978-88-95703-52-7.
- Le perfezioni provvisorie, Palermo, Sellerio, 2010, ISBN 978-88-389-2454-5.
  - Le perfezioni provvisorie, audio-libro letto da Gianrico Carofiglio, Emons Audiolibri, 2010, durata 6h 54', ISBN 978-88-95703-27-5.
- La regola dell'equilibrio, Torino, Einaudi, 2014, ISBN 978-88-06-21812-6.
  - La regola dell'equilibrio, audio-libro letto da Gianrico Carofiglio, Emons Audiolibri, 2015, durata 7h 35', ISBN 978-88-98425-68-6
- La misura del tempo, Torino, Einaudi, 2019, ISBN 978-88-06-21814-0.
- L'orizzonte della notte, Collana Stile Libero Big, Torino, Einaudi, 2024, ISBN 978-88-062-5611-1.

#### Serie del Maresciallo Pietro Fenoglio
- Una mutevole verità, Torino, Einaudi, 2014. ISBN 978-88-06-22052-5.
- L'estate fredda, Torino, Einaudi, 2016. ISBN 978-88-06-22774-6.
- La versione di Fenoglio, Torino, Einaudi, 2019. ISBN 978-88-06-24098-1.

#### Serie dell'ex pubblico ministero Penelope Spada
- La disciplina di Penelope, Il Giallo Mondadori, Milano, Mondadori, 2021, ISBN 978-88-047-2673-9.
- Rancore, Stile Libero big, Torino, Einaudi, 2022, ISBN 978-88-06-25241-0.

#### Romanzi non serializzati
- Il passato è una terra straniera, Milano, Rizzoli, 2004, ISBN 978-88-17-01075-7.
- Né qui né altrove. Una notte a Bari, Roma-Bari, Laterza, 2008, ISBN 978-88-420-8630-7.
- Il silenzio dell'onda, Milano, Rizzoli, 2011, ISBN 978-88-17-05208-5.
- La sorte del bufalo, Milano, Rizzoli, 2012, ISBN 978-88-170-6135-3.
- Il bordo vertiginoso delle cose, Milano, Rizzoli, 2013, ISBN 978-88-17-06858-1.
- La casa nel bosco, con Francesco Carofiglio, Milano, Rizzoli, 2014, ISBN 978-88-586-6807-8.
- Le tre del mattino, Torino, Einaudi, 2017, ISBN 978-88-062-3607-6.

### Racconti
- Mondi al limite, con altri autori, Milano, Feltrinelli, 2008, ISBN 978-88-071-7159-8. [La raccolta comprende il racconto Sommarie informazioni a Bogotá]
- Il paradosso del poliziotto, Roma, Nottetempo, 2009, ISBN 978-88-7452-179-1.
- Non esiste saggezza, Milano, Rizzoli, 2010, ISBN 978-88-17-04070-9. [L'Antologia comprende il racconto omonimo, Vigilie, Intervista a Tex Willer, Giulia, Mona Lisa, Città, Sommarie informazioni a Bogotá, Il maestro di bastone, Il paradosso del poliziotto e La doppia vita di Natalia Blum]; Edizione definitiva, Torino, Einaudi, 978-88-062-4680-8. [2 racconti aggiunti: La velocità dell'angelo e La forma delle nuvole]
- Cocaina, con Massimo Carlotto e Giancarlo De Cataldo, Torino, Einaudi, 2013, ISBN 978-88-06-21547-7. [La raccolta contiene il racconto La velocità dell'angelo]
- Passeggeri notturni, Torino, Einaudi, 2016, ISBN 978-88-06-22934-4.

### Saggi
- G. Carofiglio, Alessandra Susca, La testimonianza dell'ufficiale e dell'agente di polizia giudiziaria, II edizione completamente rifatta, Collana Teoria e pratica del Diritto, Milano, Giuffré, 2005, ISBN 978-88-14-11709-1. (I edizione, Giuffrè, 1998, ISBN 978-88-140-6934-5)
- L'arte del dubbio, Collana La memoria n.734, Palermo, Sellerio, 2007, ISBN 978-88-389-2249-7.
- La manomissione delle parole, a cura di Margherita Losacco, Milano, Rizzoli, 2010, ISBN 978-88-17-04368-7.
- Con parole precise. Breviario di scrittura civile, Collana I Robinson. Letture, Roma-Bari, Laterza, 2015, ISBN 978-88-581-2202-0.
- Con i piedi nel fango. Conversazioni su politica e verità, con Jacopo Rosatelli, Collana Palafitte, Torino, Edizioni Gruppo Abele, 2018, ISBN 978-88-65-79184-4.
- Della gentilezza e del coraggio. Breviario di politica e altre cose, Collana Varia, Milano, Feltrinelli, 2020, ISBN 978-88-074-9281-5.
- La nuova manomissione delle parole, a cura di Margherita Losacco, Milano, Feltrinelli, 2021, ISBN 978-88-07-49306-5.
- L'ora del caffè. Manuale di conversazione per generazioni incompatibili, con Giorgia Carofiglio, Collana Stile Libero Big, Torino, Einaudi, 2022, ISBN 978-88-062-5321-9.
- Elogio dell'ignoranza e dell'errore, Collana Stile Libero Extra, Torino, Einaudi, 2024, ISBN 978-88-062-6764-3.

### Prefazioni
- Enza Buono, Arielle è andata via, Fasano, Schena Editore, 2006, ISBN 978-88-8229-629-2.
- Charles Dickens, Canto di Natale, Milano, BUR Rizzoli Extra, 2009, ISBN 978-88-17-03511-8.
- Dashiell Hammett, Mi rifiuto di rispondere, Milano, Archinto, 2010, ISBN 978-88-7768-555-1.
- George Lakoff, Non pensare all'elefante! Come riprendersi il discorso politico. Le tecniche per battere la destra e reinventare la sinistra, a partire dalle parole che usiamo ogni giorno, traduzione di D. Brindisi, nuova edizione rivista, ampliata e aggiornata dall'Autore, Collana Reverse, Milano, Chiarelettere, 2019, ISBN 978-88-329-6160-7.

### Graphic novel
- Cacciatori nelle tenebre. Milano, Rizzoli, con disegni di Francesco Carofiglio, 2007. ISBN 978-88-17-01730-5.

### Sceneggiature

#### Sceneggiature televisive
- L'avvocato Guerrieri - Testimone inconsapevole. Film tv del 2007.
- L'avvocato Guerrieri - Ad occhi chiusi. Film tv del 2007.
- La doppia vita di Natalia Blum (serie Crimini 2 su Rai2). Girato nel 2008 e in onda ad aprile 2010.
- Il metodo Fenoglio - L'estate fredda. Serie Rai del 2023.

#### Sceneggiature cinematografiche
- Il passato è una terra straniera. Film di Daniele Vicari del 2008.

## Premi
- Premio del Giovedì Marisa Rusconi 2003
- Premio Città di Chiavari 2003
- Premio Città di Cuneo 2003
- Premio Rhegium Iulii 2003
- Premio Camaiore di letteratura gialla 2004
- Premio Bancarella 2005
- Premio delle Biblioteche di Roma 2004
- Grinzane Piemonte Noir sezione giallo italiano 2008
- Premio Tropea 2008
- Radio Bremen Krimi Preis 2008
- Premio Selezione Campiello 2010[4]
- Premio letterario Piero Chiara 2010[5]
- Premio di Cultura Città di Frontino 2011
- Premio dei Librai della Città di Padova 2012
- Premio speciale del Premio Letterario Castelfiorentino 2016
- Grand Prix Corallo Alghero Premio Letteratura 2018
- gran premio di Imola 21-22

## Televisione
- Dilemmi (Rai 3, 2022-2024)